# Eiðavatn
Eiðavatn är en sjö på Island. Dess yta är 1,2 km2.